# Torneio de Terborg 2015
Torneio de Terborg 2015 foi a 30ª edição do Torneio de Terborg, um torneio internacional entre equipes de base de clubes profissionais de futebol, realizado na Holanda. A competição, criada em 1980, era disputada por equipes amadoras e somente a partir de 1986 passou a ser disputada por clubes profissionais. Sagrou-se campeão dessa edição entre equipes sub-20, o clube brasileiro Fluminense.

## Fórmula de disputa
A competição foi disputada por dez times divididos em dois grupos. Todos jogaram contra todos dentro do próprio grupo e se classificaram os dois melhores de cada grupo para as semifinais.

## Competição
Grupo 1JAWS GROEP: Fluminense (BRA), Ajax Cape Town (AFS), AZ (HOL), Club Brugge (BEL) e Tottenham Hotspur (ING).
1. Fluminense: 9 pontos
2. Tottenham: 8 pontos
3. Brugge: 7 pontos
4. AZ Alkmaar: 4 pontos
5. Ajax Cape Town: 0 pontos

Grupo 2VAN EGMOND GROEP: Atlético-MG (BRA), Chivas Guadalajara (MEX), De Graafschap (HOL), PSV (HOL) e Liverpool (ING).
1. Atlético Mineiro: 10 pontos
2. PSV Eindhoven: 8 pontos
3. Liverpool: 6 pontos
4. Chivas: 4 pontos
5. De Graafschap: 0 pontos

Semifinal
- Fluminense 2–1 PSV
- Tottenham 1–0 Atlético-MG

Final
- Fluminense 2–0 Tottenham

## Premiação
| Torneio de Terborg 2015 |
| ----------------------- |
| Fluminense Campeão      |

Artilharia
Pedro (Fluminense): 5 gols.